# Джузеппе Гальдеризі
Джузеппе Гальдеризі (італ. Giuseppe Galderisi, * 22 березня 1963, Салерно) — колишній італійський футболіст, нападник. По завершенні ігрової кар'єри — футбольний тренер.
Як гравець насамперед відомий виступами за клуби «Ювентус», «Верона» та «Падова», а також національну збірну Італії.
Триразовий чемпіон Італії. Володар Кубка Італії.

## Клубна кар'єра
Вихованець футбольної школи клубу «Салернітана» з рідної Салерни.
У дорослому футболі дебютував 1980 року виступами за команду клубу «Ювентус», в якій провів три сезони, взявши участь у 32 матчах чемпіонату та вигравши два титули чемпіона Італії та Кубок Італії.
Згодом з 1983 по 1989 рік грав у складі команд клубів «Верона», «Мілан» та «Лаціо». Виступаючи за «Верону» допоміг цій команді здобути її допоки єдину перемогу у чемпіонаті Італії, в сезоні 1984–85.
1989 року приєднався до складу «Падови». Відіграв за клуб з Падуї наступні шість сезонів своєї ігрової кар'єри. Більшість часу, проведеного у складі «Падови», був основним гравцем атакувальної ланки команди.
Протягом 1995—1998 років захищав кольори команди американського клубу «Тампа-Бей М'ютіні».
Завершив професійну ігрову кар'єру в іншому клубі зі США, «Нью-Інгленд Революшн», за команду якого виступав протягом 1998—2000 років.

## Виступи за збірні
Протягом 1982—1987 років залучався до складу молодіжної збірної Італії. На молодіжному рівні зіграв у 16 офіційних матчах, забив 2 голи.
1985 року дебютував в офіційних матчах у складі національної збірної Італії. Протягом кар'єри у національній команді, яка тривала усього 2 роки, провів у формі головної команди країни 10 матчів. У складі збірної був учасником чемпіонату світу 1986 року у Мексиці.

## Кар'єра тренера
Розпочав тренерську кар'єру відразу ж по завершенні кар'єри гравця, 2000 року, очоливши тренерський штаб клубу «Губбіо».
В подальшому очолював команди італійських клубів «Кремонезе», «Местре», «Джуліанова», «Вітербезе», «Самбенедеттезе», «Авелліно», «Фоджа», «Пескара» та «Ареццо», «Беневенто», «Трієстіна» та «Салернітана»
2014 року очолив тренерський штаб португальського клубу «Ольяненсе».

## Титули і досягнення
- Чемпіон Італії (3):

«Ювентус»: 1980–81, 1981–82
«Верона»: 1984–85
- Володар Кубка Італії (1):

«Ювентус»: 1982–83